# Янко Кръстев
Янко Кръстев е български общественик, деец на късното Българско възраждане в Южна Македония.

## Биография
Кръстев е роден в костурското село Песяк, тогава в Османската империя, днес Амудари, Гърция. Като юноша се преселва в градеца Хрупища. След започването на пробуждането на българщината в Хрупища, Кръстев е един от най-видните български национални дейци в града. Кръстев успява да наложи едно преброяване назначено от вилаетската управа в Битоля, въпросите към жителите да не са „патриаршист“ или „екзархист“, а „грък“ или „българин“, което дава много добър резултат за българската кауза. На 14 септември 1901 година Кръстев е начело на неуспешния опит на българската партия да овладее църквата „Свети Никола“, след насилствена служба в нея. Янко Кръстев успява да издейства от властите русадие (разрешително) за българското училище.
При избухването на Илинденско-Преображенското въстание в 1903 година Кръстев се опитва да спре произвола на башибозука, арестуван е и на път за Костур е убит в местността Бабульов гроб.
Георги Христов пише за него:
| „ | Неговото родолюбие и неговата ловкост като защитник на националните интереси от чуждо посегателтво изпъкнаха най-релефно при важни моменти за националната проява. | “ |